# Homoneura euaresta
Homoneura euaresta är en tvåvingeart som först beskrevs av Daniel William Coquillett 1898.  Homoneura euaresta ingår i släktet Homoneura och familjen lövflugor. Inga underarter finns listade i Catalogue of Life.